# Mirosław Rowicki
Mirosław Maciej Rowicki (ur. 27 października 1953 w Sulejówku, zm. 9 lipca 2020 w Stryju) – polski dziennikarz, wydawca, przedsiębiorca i działacz społeczny. Z wykształcenia inżynier. Wieloletni redaktor naczelny Kuriera Galicyjskiego. 

## Życiorys
W latach 80. zaangażowany w działalność podziemnej "Solidarności" (głównie działalność poligraficzna i kolporterska). 
Od 2000 roku mieszkał i działał na Ukrainie, oddając się kultywowaniu dziedzictwa dawnej Galicji. Był współzałożycielem i pierwszym redaktorem naczelnym pisma Polaków na Ukrainie Kurier Galicyjski (2007–2020), wydawanego w języku polskim we Lwowie oraz w Iwano-Frankiwsku od 2007 roku, oraz inicjatorem pisma polskojęzycznego dla dzieci Polak Mały. Angażował się także dialog i rozwój współpracy polsko-ukraińskiej organizując konferencje naukowe w Jaremczu i przewodnicząc Klubowi Galicyjskiemu (zrzeszającego polskich i ukraińskich dziennikarzy, naukowców i samorządowców).

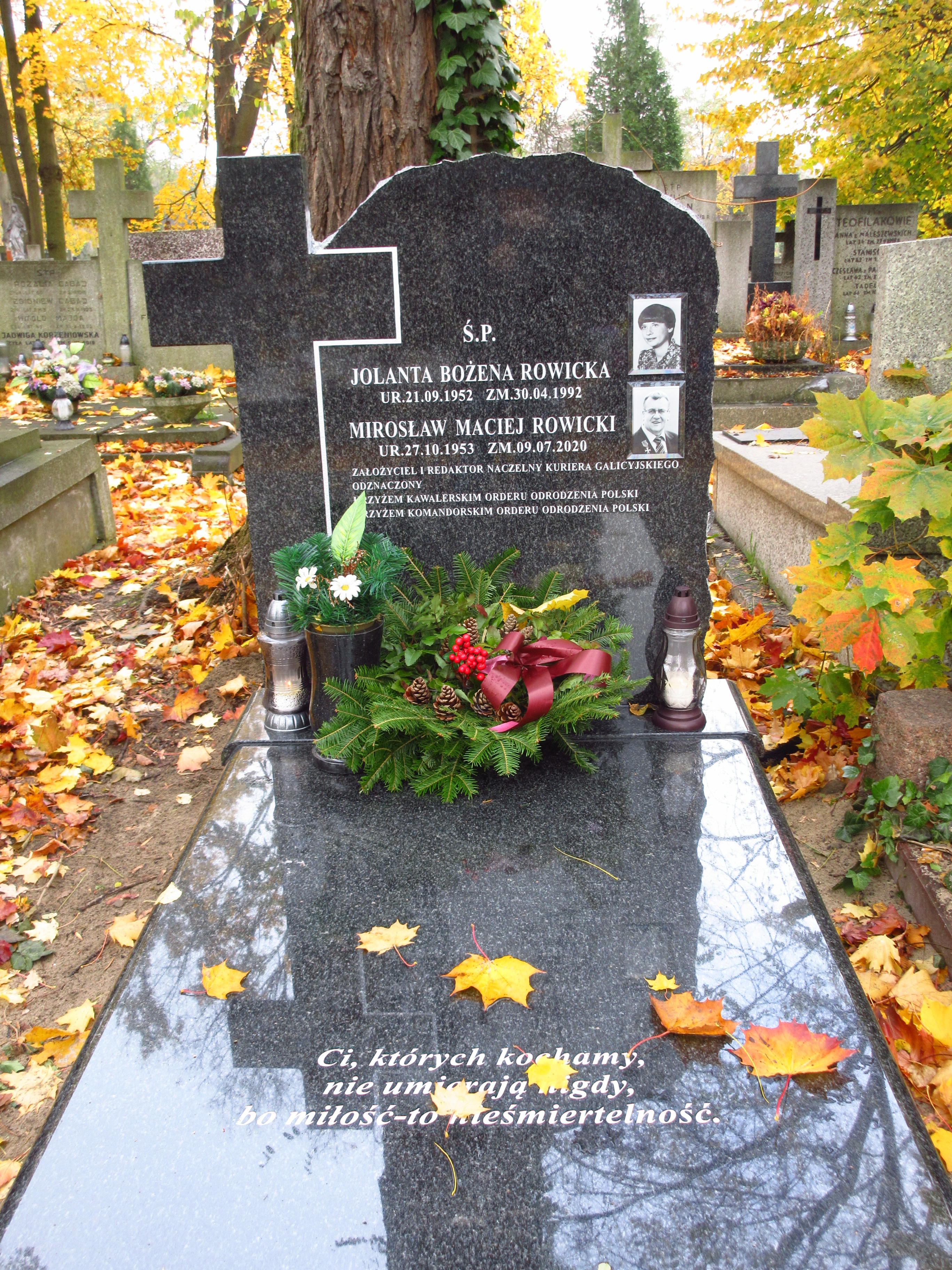
Grób Mirosława Rowickiego na Cmentarzu Bródnowskim.

Zmarł w Stryju na Ukrainie. Pochowany na cmentarzu Bródnowskim w Warszawie (kwatera 8C-1-25).

## Ordery i odznaczenia
Mirosław Rowicki odznaczony został Krzyżem Kawalerskim i Komandorskim Orderu Odrodzenia Polski i Orderem „Za Rozbudowę Ukrainy”.